# Quận Cleveland, North Carolina
Quận Cleveland là một quận nằm ở tiểu bang Bắc Carolina.  Tại thời điểm năm 2000, quận có dân số 96.287 người. Quận lỵ đóng ở Shelby6.

## Địa lý
Theo Cục điều tra dân số Hoa Kỳ, quận có tổng diện tích 469 dặm Anh vuông (1.214 km²), trong đó, 465 dặm Anh vuông (1.203 km²) là diện tích đất và 4 dặm Anh vuông (10 km²) trong tổng diện tích (0,85%) là diện tích mặt nước.

### Các thị trấn
Quận được chia thành 11 xã, được đánh số và đặt tên: 1 (River), 2 (Boiling Springs), 3 (Rippy), 4 (Kings Mountain), 5 (Warlick), 6 (Shelby), 7 (Sandy Run), 8 (Polkville), 9 (Double Shoals), 10 (Knob Creek), và 11 (Casar).

### Các quận giáp ranh
- Quận Burke, Bắc Carolina - Bắc
- Quận Lincoln, Bắc Carolina - Đông-đông bắc
- Quận Gaston, Bắc Carolina - Đông-đông nam
- Quận York, Nam Carolina - Đông nam
- Quận Cherokee, Nam Carolina - Nam
- Quận Rutherford, Bắc Carolina - Tây

## Thông tin nhân khẩu
Theo cuộc điều tra dân số2 tiến hành năm 2000, quận này có dân số 96.287 người, 37.046 hộ, và 27.006 gia đình sinh sống trong quận này. Mật độ dân số là 207 người trên mỗi dặm Anh vuông (80/km²). Đã có 40.317 đơn vị nhà ở với một mật độ bình quân là 87 trên mỗi dặm Anh vuông (34/km²).  Cơ cấu chủng tộc của dân cư sinh sống tại quận này gồm 76,81% người da trắng, 20,93% người da đen hoặc người Mỹ gốc Phi, 0,15% người thổ dân châu Mỹ, 0,69% người gốc châu Á, 0,01% người các đảo Thái Bình Dương, 0,68% từ các chủng tộc khác, và 0,72% từ hai hay nhiều chủng tộc.  1,49% dân số là người Hispanic hoặc người Latin thuộc bất cứ chủng tộc nào.
Có 37,046 hộ trong đó có 32,20% có con cái dưới tuổi 18 sống chung với họ, 55,00% là những cặp kết hôn sinh sống với nhau, 13,70% có một chủ hộ là nữ không có chồng sống cùng, và 27,10% là không gia đình. 23,60% trong tất cả các hộ gồm các cá nhân và 9,60% có người sinh sống một mình và có độ tuổi 65 tuổi hay già hơn.  Quy mô trung bình của hộ là 2,53 còn quy mô trung bình của gia đình là 2,98,
Phân bố độ tuổi của cư dân sinh sống trong huyện là 25,20% dưới độ tuổi 18, 8,80% từ 18 đến 24, 28,80% từ 25 đến 44, 23,70% từ 45 đến 64, và 13,50% người có độ tuổi 65 tuổi hay già hơn.  Độ tuổi trung bình là 36 tuổi. Cứ mỗi 100 nữ giới thì có 92,60 nam giới. Cứ mỗi 100 nữ giới có độ tuổi 18 và lớn hơn thì, có 88,60 nam giới.
Thu nhập bình quân của một hộ ở quận này là $35.283, và thu nhập bình quân của một gia đình ở quận này là $41.733, Nam giới có thu nhập bình quân $30.882 so với mức thu nhập $21.995 đối với nữ giới. Thu nhập bình quân đầu người của quận là $17.395, Khoảng 10,10% gia đình và 13,30% dân số sống dưới ngưỡng nghèo, bao gồm 17,90% những người có độ tuổi 18 và 14,00% là những người 65 tuổi hoặc già hơn.